# Carlo Ancelotti
Carlo Ancelotti (Reggiolo, 10 juni 1959) is een Italiaans voormalig voetballer en de huidige trainer van het Braziliaans voetbalelftal. 
Ancelotti was in de jaren 80 en 90 van de twintigste eeuw middenvelder van AS Roma en AC Milan. Hij maakte deel uit van het AC Milan dat eind jaren 80 onder trainer Arrigo Sacchi twee keer op rij de Europacup I veroverde. Met het Italiaans voetbalelftal won hij op het WK 1990 een bronzen medaille. Na zijn spelerscarrière groeide hij uit tot een van de succesvolste trainers uit het Italiaanse voetbal. Met AC Milan werd hij landskampioen en won hij in zowel 2003 als 2007 de UEFA Champions League. Ancelotti werd daarmee de vijfde voetballer in de geschiedenis die als speler én als trainer het belangrijkste Europese toernooi won, na Miguel Muñoz, Giovanni Trapattoni, Johan Cruijff en Frank Rijkaard. Nadien veroverde hij ook met Chelsea, Paris Saint-Germain en Bayern München landstitels. In 2014 evenaarde hij het record van Bob Paisley door met Real Madrid een derde keer de beker met de grote oren in de wacht te slepen. In 2022 won Ancelotti als trainer voor de vierde keer de UEFA Champions League, waarmee hij de enige trainer werd die dit ooit presteerde. In 2024 won Ancelotti als trainer voor de vijfde keer de UEFA Champions League. Zo won Ancelotti als speler en trainer internationaal eenmaal de UEFA Intertoto Cup, zevenmaal de Europacup I/UEFA Champions League, vijfmaal de Europese Supercup/UEFA Super Cup, eenmaal de wereldbeker voor clubteams en driemaal de FIFA Club World Cup. Tevens is Ancelotti de enige trainer die zesmaal een finale behaalde van een UEFA Champions League-editie en is Ancelotti de enige trainer met vijf UEFA Super Cup-overwinningen, gewonnen met Real Madrid en AC Milan. Op 18 december 2024 wist Ancelotti met Real Madrid de eerste editie van de FIFA Intercontinental Cup te winnen door de finale met 3–0 te winnen van Pachuca.

## Carrière als voetballer

### Parma
Carlo Ancelotti begon zijn voetbalcarrière bij de jeugd van Reggiolo, de club uit zijn geboortestreek. Op 16-jarige leeftijd maakte hij de overstap naar Parma, dat toen in de Serie C speelde. In het seizoen 1976/77 maakte hij zijn officieel debuut voor de Gialloblu, maar pas vanaf het daaropvolgende seizoen werd hij een vaste waarde op het middenveld. In 1978 werd Cesare Maldini trainer en kreeg Ancelotti een rol achter de spitsen. Parma bereikte dat seizoen de play-offs om promotie en moest het daarin opnemen tegen Triestina. Het duel eindigde op 1-1, waarna er verlengingen kwamen. Daarin scoorde Ancelotti twee keer, waardoor Parma naar de Serie B promoveerde. Het duel tussen Parma en Triestina werd bijgewoond door Dino Viola, Luciano Moggi en Nils Liedholm, respectievelijk de voorzitter, sportief directeur en trainer van AS Roma. Maar ook Internazionale toonde interesse en liet de jonge middenvelder zelfs meespelen in een vriendschappelijk duel tegen Hertha Berlijn. Uiteindelijk koos Ancelotti voor Roma, waar Moggi carte blanche kreeg om hem binnen te halen. Parma ontving 750 miljoen lire (zo'n 390.000 euro) voor de transfer van de twintigjarige middenvelder.

### AS Roma
In het team van trainer Liedholm werd Ancelotti ploeggenoot van onder meer Roberto Pruzzo, Agostino Di Bartolomei en Bruno Conti. Op 16 september 1979 maakte hij tegen AC Milan zijn debuut voor De Wolven. In zijn eerste seizoen bereikte hij met Roma meteen de finale van de Coppa Italia. De finale tegen Torino werd na strafschoppen gewonnen door Roma. Ancelotti maakte de beslissende penalty. Een jaar later stonden beide teams opnieuw tegenover elkaar in de bekerfinale. De heenwedstrijd in het Stadio Olimpico eindigde in een 1-1 gelijkspel na een treffer van Ancelotti en een eigen doelpunt van Sergio Santarini. Ook de terugwedstrijd eindigde in een 1-1 gelijkspel en dus kwamen er net als een jaar eerder strafschoppen aan te pas. Ancelotti maakte de eerste penalty en zag zijn team uiteindelijk met 2-4 winnen.
In oktober 1981 liep de middenvelder in een wedstrijd tegen Fiorentina een ernstige knieblessure op en miste hij een groot deel van het seizoen. In 1982/83 keerde Ancelotti terug in het elftal van coach Liedholm en werd hij voor de eerste keer in zijn carrière kampioen in de Serie A. Roma mocht daardoor een jaar later voor het eerst deelnemen aan de Europacup I, maar Ancelotti miste door een nieuwe blessure weer een groot deel van het seizoen. Zo was hij er niet bij in de kwartfinale, halve finale en finale van de Europacup I. Ook in de gewonnen bekerfinale tegen Hellas Verona kwam hij niet in actie.
In de zomer van 1984 volgde Sven-Göran Eriksson zijn landgenoot Liedholm op. Ancelotti keerde terug in het team en bereikte met Roma in 1986 opnieuw de bekerfinale. Omdat de finale tegen Sampdoria op hetzelfde ogenblik als het WK 1986 in Mexico georganiseerd werd, kwam Ancelotti net als de overige internationals van Roma en Sampdoria niet in actie.

### AC Milan
In 1987 werd Arrigo Sacchi benoemd als nieuwe coach van AC Milan en haalde de club onder meer Ancelotti, Marco van Basten en Ruud Gullit naar San Siro. Voor de middenvelder van Roma betaalde het Milan van eigenaar Silvio Berlusconi 5,8 miljard lire (zo'n 3 miljoen euro). Een jaar later maakte ook Frank Rijkaard de overstap naar Milan. Ancelotti en Rijkaard vormden onder Sacchi, die steevast voor een 4-4-2 koos, het centrale duo op het middenveld.
Onder leiding van de nieuwe coach en klappers als Van Basten en Gullit sloot Milan opnieuw aan bij de Europese top. In zijn eerste seizoen in San Siro veroverde Ancelotti meteen de landstitel. Een jaar later won Milan ook de Europacup I. In de finale van de beker met de grote oren won de Italiaanse club met 4-0 van Steaua Boekarest.
In het seizoen 1989/90 zetten Ancelotti en zijn ploegmaats het succesverhaal verder. Milan won opnieuw de Europacup I, veroverde voor het eerst de UEFA Super Cup en bereikte ook de finale van de wereldbeker voor clubs. In die finale versloeg Milan het Colombiaanse Atlético Nacional na verlengingen (1-0). Een seizoen later mocht Ancelotti opnieuw de UEFA Super Cup en de wereldbeker aan zijn erelijst toevoegen.
Ondanks het succes van Milan werd trainer Sacchi in de zomer van 1991 vervangen door Fabio Capello. Die bouwde grotendeels verder op het elftal van zijn voorganger, maar voerde ook enkele kleine veranderingen door. Zo verloor de 32-jarige Ancelotti zijn plaats op het middenveld aan de jonge Demetrio Albertini. Milan sloot het seizoen af als kampioen. Nadien zette Ancelotti een punt achter zijn spelerscarrière.

## Clubstatistieken
| Seizoen | Club     | Competitie | Wed. | Goals |
| ------- | -------- | ---------- | ---- | ----- |
| 1976/77 | Parma    | Serie C    | 1    | 0     |
| 1977/78 | Parma    | Serie C    | 21   | 8     |
| 1978/79 | Parma    | Serie C    | 33   | 5     |
| 1979/80 | AS Roma  | Serie A    | 27   | 3     |
| 1980/81 | AS Roma  | Serie A    | 29   | 2     |
| 1981/82 | AS Roma  | Serie A    | 5    | 0     |
| 1982/83 | AS Roma  | Serie A    | 23   | 2     |
| 1983/84 | AS Roma  | Serie A    | 9    | 0     |
| 1984/85 | AS Roma  | Serie A    | 22   | 3     |
| 1985/86 | AS Roma  | Serie A    | 29   | 0     |
| 1986/87 | AS Roma  | Serie A    | 27   | 2     |
| 1987/88 | AC Milan | Serie A    | 27   | 2     |
| 1988/89 | AC Milan | Serie A    | 28   | 2     |
| 1989/90 | AC Milan | Serie A    | 24   | 3     |
| 1990/91 | AC Milan | Serie A    | 21   | 1     |
| 1991/92 | AC Milan | Serie A    | 12   | 2     |
| TOTAAL  | TOTAAL   | TOTAAL     | 338  | 35    |

## Nationale elftal
Ancelotti maakte in 1979 zijn debuut voor het olympisch elftal. Twee jaar later mocht hij onder bondscoach Enzo Bearzot ook zijn officieel debuut voor het Italiaans voetbalelftal maken, maar hij speelde vanwege een knieblessure niet tijdens het WK 1982, waar Italië wereldkampioen werd. In 1986 ging de middenvelder van AS Roma mee naar het WK 1986 in Mexico, waardoor hij in eigen land de bekerfinale tegen Sampdoria miste. Op het WK kwam Ancelotti echter niet in actie omdat Fernando De Napoli op het middenveld de voorkeur kreeg van Bearzot.
Later dat jaar nam bondscoach Azeglio Vicini het roer over. Hij selecteerde Ancelotti in 1988 voor het EK in West-Duitsland. Op dat toernooi speelde de middenvelder elke wedstrijd voor de Azzurri. Italië bereikte de halve finale, waarin het na een 2-0 nederlaag werd uitgeschakeld door de Sovjet-Unie.
Twee jaar na de halve finale op het EK mocht Italië onder leiding van bondscoach Vicini ook deelnemen aan het WK in eigen land. Ancelotti maakte opnieuw deel uit van de Italiaanse selectie, maar werd in de openingswedstrijd van het toernooi tegen Oostenrijk tijdens de rust gewisseld voor Luigi De Agostini. Een blessure hield de toen 31-jarige Italiaan enkele wedstrijden aan de kant. Italië bereikte de halve finale, maar stuitte daar op het Argentinië van Diego Maradona. In de finale om de derde plaats mocht Ancelotti opnieuw in de basis starten. De Azzurri wonnen het duel tegen Engeland met 2-1 na een laat strafschopdoelpunt van Salvatore Schillaci.
In 1991 zette Ancelotti een punt achter zijn interlandloopbaan. Hij speelde in totaal 26 officiële interlands voor Italië en wist daarin één keer te scoren. Bij zijn debuut, op 6 januari 1981, nam Italië het op de Mundialito op tegen Nederland. Het duel eindigde in een 1-1 gelijkspel. Ancelotti opende na zeven minuten de score. Enkele minuten later zorgde Jan Peters voor de gelijkmaker. Beide landen werden reeds in de groepsfase van het mini-WK uitgeschakeld.
| Interlands van Carlo Ancelotti voor Italië | Interlands van Carlo Ancelotti voor Italië | Interlands van Carlo Ancelotti voor Italië | Interlands van Carlo Ancelotti voor Italië | Interlands van Carlo Ancelotti voor Italië | Interlands van Carlo Ancelotti voor Italië |
| №                                          | Datum                                      | Wedstrijd                                  | Uitslag                                    | Competitie                                 | Goals                                      |
| Als speler van AS Roma                     | Als speler van AS Roma                     | Als speler van AS Roma                     | Als speler van AS Roma                     | Als speler van AS Roma                     | Als speler van AS Roma                     |
| ------------------------------------------ | ------------------------------------------ | ------------------------------------------ | ------------------------------------------ | ------------------------------------------ | ------------------------------------------ |
| 1                                          | 06.01.1981                                 | Nederland – Italië                         | 1–1                                        | Mini-WK                                    | Goal                                       |
| 2                                          | 25.02.1981                                 | Italië – Europa                            | 0–3                                        | Oefeninterland                             |                                            |
| 3                                          | 03.06.1981                                 | Denemarken – Italië                        | 3–1                                        | WK-kwalificatie                            |                                            |
| 4                                          | 23.09.1981                                 | Italië – Bulgarije                         | 3–2                                        | Oefeninterland                             |                                            |
| 5                                          | 12.02.1983                                 | Cyprus – Italië                            | 1–1                                        | EK-kwalificatie                            |                                            |
| 6                                          | 05.10.1983                                 | Italië – Griekenland                       | 3–0                                        | Oefeninterland                             |                                            |
| 7                                          | 15.10.1983                                 | Italië – Zweden                            | 0–3                                        | EK-kwalificatie                            |                                            |
| 8                                          | 16.11.1983                                 | Tsjecho-Slowakije – Italië                 | 2–0                                        | EK-kwalificatie                            |                                            |
| 9                                          | 05.02.1986                                 | Italië – West-Duitsland                    | 1–2                                        | Oefeninterland                             |                                            |
| 10                                         | 26.03.1986                                 | Italië – Oostenrijk                        | 2–1                                        | Oefeninterland                             |                                            |
| 11                                         | 11.05.1986                                 | Italië – China                             | 2–0                                        | Oefeninterland                             |                                            |
| 12                                         | 08.10.1986                                 | Italië – Griekenland                       | 2–0                                        | Oefeninterland                             |                                            |
| 13                                         | 15.11.1986                                 | Italië – Zwitserland                       | 3–2                                        | EK-kwalificatie                            |                                            |
| Als speler van AC Milan                    |                                            |                                            |                                            |                                            |                                            |
| 14                                         | 23.09.1987                                 | Italië – Joegoslavië                       | 1–0                                        | Oefeninterland                             |                                            |
| 15                                         | 17.10.1987                                 | Zwitserland – Italië                       | 0–0                                        | EK-kwalificatie                            |                                            |
| 16                                         | 14.11.1987                                 | Italië – Zweden                            | 2–1                                        | EK-kwalificatie                            |                                            |
| 17                                         | 04.06.1988                                 | Italië – Wales                             | 0–1                                        | Oefeninterland                             |                                            |
| 18                                         | 10.06.1988                                 | West-Duitsland – Italië                    | 1–1                                        | EK-eindronde                               |                                            |
| 19                                         | 14.06.1988                                 | Italië – Spanje                            | 1–0                                        | EK-eindronde                               |                                            |
| 20                                         | 17.06.1988                                 | Denemarken – Italië                        | 0–2                                        | EK-eindronde                               |                                            |
| 21                                         | 22.06.1988                                 | Italië – Sovjet-Unie                       | 0–2                                        | EK-eindronde                               |                                            |
| 22                                         | 21.02.1990                                 | Nederland – Italië                         | 0–0                                        | Oefeninterland                             |                                            |
| 23                                         | 09.06.1990                                 | Italië – Oostenrijk                        | 1–0                                        | WK-eindronde                               |                                            |
| 24                                         | 30.06.1990                                 | Italië – Ierland                           | 1–0                                        | WK-eindronde                               |                                            |
| 25                                         | 07.07.1990                                 | Italië – Engeland                          | 2–1                                        | WK-eindronde                               |                                            |
| 26                                         | 13.11.1991                                 | Italië – Noorwegen                         | 1–1                                        | EK-kwalificatie                            |                                            |

## Carrière als trainer

### Beginjaren
Arrigo Sacchi, de vroegere coach van Ancelotti bij Milan, was in 1991 bondscoach van het Italiaans voetbalelftal geworden. Meteen na het beëindigen van zijn spelerscarrière in 1992 mocht Ancelotti aan de slag als assistent-bondscoach. In 1994 mocht hij als hulptrainer mee naar het WK 1994. De Azzurri bereikten de finale, maar verloren daarin na strafschoppen van Brazilië. Tijdens het toernooi kozen Sacchi en Ancelotti doorgaans voor de 4-4-2-formatie waarmee ze bij Milan eind jaren 80 grote successen hadden geboekt.
In 1995 verliet Ancelotti de nationale ploeg en ging hij voor het eerst aan de slag als hoofdcoach. Hij kreeg Reggiana, dat net naar de Serie B was gedegradeerd, onder zijn hoede. Ancelotti loodste zijn team naar de vierde plaats en dwong zo de promotie naar de Serie A af.

### Parma
Zijn succesvol debuut als hoofdtrainer leverde hem in 1996 een terugkeer naar zijn ex-club Parma op. Ancelotti, die coach Nevio Scala opvolgde, kreeg er spelers als Lilian Thuram, Fabio Cannavaro, Mario Stanić, Dino Baggio, Gianluigi Buffon en Hernán Crespo onder zijn hoede. Bij zijn vorige werkgever, Reggiana, haalde hij middenvelder Pietro Strada weg.
Onder leiding van Ancelotti werd Parma voor het eerst in zijn geschiedenis vicekampioen. De club wist zich ook te plaatsen voor de Champions League. Het werd uiteindelijk in de groepsfase uitgeschakeld in de poule van Sparta Praag, Galatasaray en latere winnaar Borussia Dortmund. In de Italiaanse beker werd Parma in de halve finale op basis van het aantal gescoorde uitdoelpunten uitgeschakeld door AC Milan. Een seizoen later zakte Parma in de Serie A terug naar de vijfde plaats en mocht Ancelotti van voorzitter Stefano Tanzi vertrekken.

### Juventus
Tijdens het seizoen 1998/99 zette Juventus trainer Marcelo Lippi aan de deur. De toen werkloze Ancelotti nam in februari 1999 het roer over bij de Oude Dame, hoewel supporters hem door zijn verleden bij Roma en Milan liever niet zagen komen. Na de komst van Ancelotti, die in Turijn mocht samenwerken met topspelers als Zinédine Zidane, Didier Deschamps, Thierry Henry, Edgar Davids, Filippo Inzaghi en Alessandro Del Piero, steeg Juventus naar de zevende plaats in het klassement. In de Champions League bereikte Juventus de halve finale, waarin het werd uitgeschakeld door latere winnaar Manchester United.
Een seizoen later won Juventus de UEFA Intertoto Cup en mocht het alsnog deelnemen aan de UEFA Cup. In dat toernooi raakte de Oude Dame niet verder dan de achtste finale. In de competitie kwam het team van Ancelotti, die in de zomer van 1999 onder meer Henry en Deschamps was kwijtgeraakt, een punt tekort om kampioen te worden. Juventus stond nochtans aan de leiding toen het op de laatste speeldag bij het bescheiden Perugia op bezoek moest. Na de eerste helft, waarin er niet gescoord werd, dook er een hels onweer op. Scheidsrechter Pierluigi Collina stelde de tweede helft met een uur uit. Toen de spelers de inmiddels doorweekte grasmat terug betraden, nam Perugia de wedstrijd in handen. Het won met 1-0 waardoor niet Juventus, maar Lazio kampioen werd.
In de zomer van 2000 trok Juventus met David Trezeguet de matchwinnaar van de EK-finale aan. Hoewel de Fransman zich in de competitie de meest trefzekere aanvaller van Juventus toonde, slaagde het elftal van Ancelotti er opnieuw niet in kampioen te worden. Voor het tweede jaar op rij werd de Oude Dame vicekampioen. In de Champions League overleefde Juventus de groepsfase niet. Omdat Juventus voor het tweede jaar op rij teleurstelde in Europa, werd besloten om de samenwerking met Ancelotti, die in 2001 nochtans werd uitgeroepen tot trainer van het jaar, stop te zetten. Marcelo Lippi keerde vervolgens terug als hoofdcoach.

### AC Milan

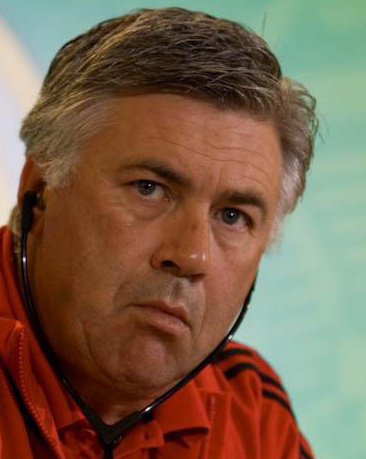
Ancelotti als trainer van AC Milan.

In het seizoen 2001/02 keerde de inmiddels 42-jarige Ancelotti terug naar de club waar hij als speler zijn grootste successen kende. Op 5 november 2001 volgde hij Fatih Terim op als trainer van AC Milan. Ancelotti mocht bij de Rossoneri samenwerken met bekende spelers als Filippo Inzaghi (die hij nog kende van zijn periode bij Juventus), Paolo Maldini (de zoon van zijn vroegere trainer Cesare Maldini), Andrea Pirlo, Gennaro Gattuso, Andrij Sjevtsjenko en Rui Costa. In zijn eerste maanden als trainer van Milan bereikte de club in zowel de beker als UEFA Cup de halve finale. In de competitie strandde Milan op de vierde plaats.
In de zomer van 2002 mocht Ancelotti onder meer Alessandro Nesta, Clarence Seedorf en Rivaldo aan zijn spelerskern toevoegen. Desondanks werd Milan opnieuw geen kampioen. Het team van Ancelotti, die meestal voor een 4-4-2 met een ruit op het middenveld koos, eindigde in de Serie A op de derde plaats. In Europa en de beker kende Milan meer succes. Milan won voor het eerst sinds 1977 de Coppa Italia. In de finale versloeg het AS Roma over twee wedstrijden (1-4, 2-2). Ook in de Champions League bereikte het elftal van Ancelotti de finale. De tegenstander was zijn vorige werkgever Juventus, dat net kampioen was geworden. De finale op Old Trafford eindigde in een scoreloos gelijkspel. In de strafschoppen trok Milan aan het langste eind. Andrij Sjevtsjenko scoorde de beslissende penalty. Ancelotti werd na het seizoen door de UEFA uitgeroepen tot coach van het jaar.
In het daaropvolgende seizoen was Milan, dat zich onder meer met de Braziliaan Kaká versterkte, ook de beste in de Serie A. De club veroverde zijn eerste landstitel sinds 1999 en ging in augustus 2003 ook aan de haal met de UEFA Super Cup. In de Champions League werd de titelverdediger in de kwartfinale uitgeschakeld door Deportivo La Coruña. In het duel om de wereldbeker voor clubs verloren de Italianen na strafschoppen van het Argentijnse Boca Juniors. Ancelotti werd na afloop van het seizoen 2003/04 voor de tweede keer in zijn loopbaan verkozen tot beste trainer van de Serie A.

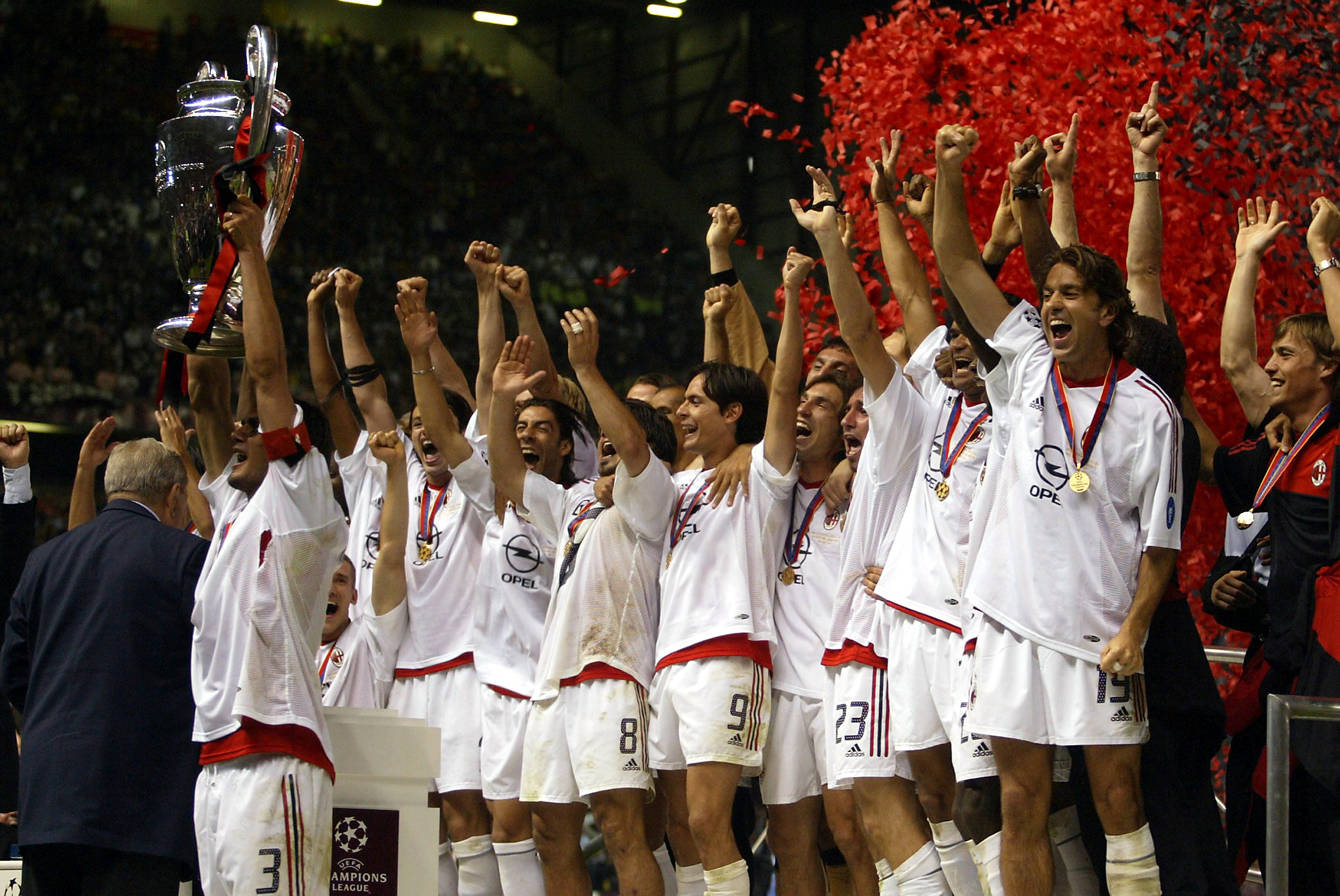
De selectie en technische staf van Milan poseren voor de fotografen na de eindzege in de UEFA Champions League (2003).

In 2005 bereikte Milan voor de tweede keer in drie jaar de finale van het kampioenenbal. Ditmaal nam de Italiaanse topclub het op tegen Liverpool. Milan, dat in de zomer van 2004 spits Hernán Crespo aan het team had toegevoegd, kwam in de eerste helft 3-0 voor dankzij een treffer van Maldini en twee doelpunten van Crespo. Na de rust kantelde de wedstrijd. Liverpool kwam in enkele minuten tijd terug tot 3-3 en dwong verlengingen af. Daarin werd er niet meer gescoord en dus volgde er een strafschoppenreeks. Sjevtsjenko, die twee jaar eerder nog de beslissende strafschop had omgezet, zorgde er ditmaal met een misser vanaf elf meter voor dat Milan naast de kampioensbeker greep.
In het seizoen 2006/07 nam Ancelotti afscheid van sterkhouders als Andrij Sjevtsjenko, Rui Costa en Jaap Stam en mocht hij met Ronaldo een opvallende nieuwkomer verwelkomen. De Braziliaan met een verleden bij stadsrivaal Inter scoorde na de winterstop zeven doelpunten in veertien competitiewedstrijden. Ancelotti loodste dat jaar de club opnieuw naar de finale van de Champions League, hoewel het op het kampioenenbal geen gebruik mocht maken van Ronaldo (hij had tijdens het seizoen 2006/07 al in de Champions League gespeeld voor Real Madrid). In de finale stond Milan opnieuw tegenover Liverpool. Ditmaal ging het team van Ancelotti aan de haal met de beker met de grote oren. Milan won met 2-1 na twee doelpunten van Filippo Inzaghi. Na het seizoen werd Ancelotti, die eerder zowel als speler als als coach, de kampioensbeker wist te winnen, door het IFFHS verkozen als beste trainer van het jaar. Enkele maanden later veroverde Milan opnieuw de UEFA Super Cup en won het als eerste Europese club het WK voor clubs (de opvolger van de wereldbeker voor clubs).
Maar in de competitie zakte Milan, dat zich had versterkt met het Braziliaanse supertalent Pato en de ervaren Braziliaan Emerson, terug. Het team van Ancelotti sloot het seizoen 2007/08 af op de vijfde plaats en wist zich zo voor het eerst in zes jaar niet te kwalificeren voor de Champions League. Ondanks de komst van Ronaldinho, David Beckham, Gianluca Zambrotta en de terugkeer van Andrij Sjevtsjenko, stelde Milan in het seizoen 2008/09 wederom teleur in zowel de UEFA Cup als Coppa Italia en moest het zich in de competitie tevreden stellen met de derde plaats. Na het seizoen besloot hij in overleg met het bestuur om op te stappen en werd hij opgevolgd door eveneens gewezen Milanspeler, Leonardo. Ancelotti stond 420 wedstrijden aan het roer van Milan. Enkel Nereo Rocco (459) leidde als coach meer wedstrijden van de Italiaanse topclub.

### Chelsea

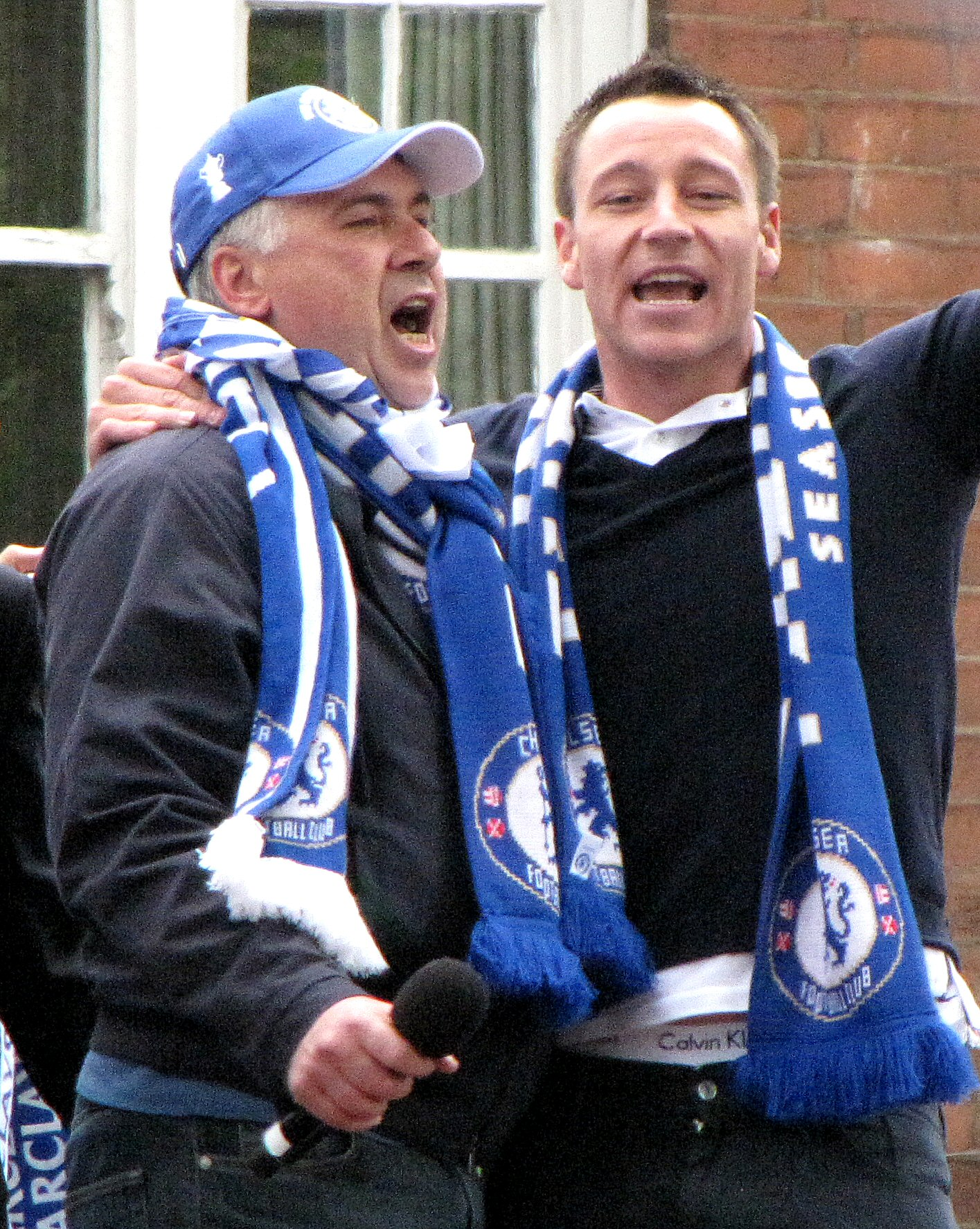
Ancelotti (links) viert in 2010 samen met Chelsea-aanvoerder John Terry het winnen van de dubbel.

Op 1 juni 2009 werd Ancelotti bij Chelsea voorgesteld als de opvolger van coach Guus Hiddink. Hij tekende een contract voor drie seizoenen en kreeg bij de Londense club topspelers als John Terry, Michael Ballack, Nicolas Anelka, Didier Drogba en Frank Lampard ter beschikking. Ancelotti, die voor het eerst in zijn carrière buiten Italië aan de slag ging, maakte ook in Engeland zijn reputatie van succescoach waar. Onder leiding van de 50-jarige Italiaan won Chelsea in 2010 de Premier League en de FA Cup. In de Champions League werd het sterrenelftal van Ancelotti in de achtste finale uitgeschakeld door het Inter van gewezen Chelsea-trainer José Mourinho.
In het seizoen 2010/11 kon Ancelotti de hoge verwachtingen van voorzitter Roman Abramovitsj niet inlossen. Chelsea werd vicekampioen met negen punten achterstand op Manchester United en werd ook op het kampioenenbal uitgeschakeld door de rivalen uit Manchester. Na afloop van het seizoen werd besloten om de samenwerking met Ancelotti te beëindigen.

### Paris Saint-Germain
Na zijn ontslag bij Chelsea belandde Ancelotti bij Paris Saint-Germain, dat net eigendom was geworden van Qatar Sports Investments en daardoor over een enorm budget beschikte, en waar de vroegere Milan-speler Leonardo sportief directeur was. In navolging van onder meer Roman Abramovitsj (voorzitter van Chelsea) en Khaldoon Al Mubarak (voorzitter van Manchester City) wilde ook de steenrijke voorzitter Nasser Al-Khelaïfi zijn club zo snel mogelijk laten aansluiten bij de Europese top.
Ancelotti mocht in Parijs met Javier Pastore, Alex, Maxwell en Blaise Matuidi meteen enkele toppers verwelkomen. Desondanks moest PSG in 2012 de titel laten aan het bescheiden Montpellier. Vanaf de zomer van 2012 maakten ook Zlatan Ibrahimović, Thiago Motta, Thiago Silva, Gregory van der Wiel, Ezequiel Lavezzi, Marco Verratti en David Beckham de overstap naar PSG en kon niemand het elftal van Ancelotti nog bijbenen in de Ligue 1. Ibrahimović werd topschutter met 30 doelpunten en werd na afloop van het seizoen verkozen tot beste speler in de Franse competitie. In de Champions League werd PSG in de kwartfinale uitgeschakeld door FC Barcelona. Ancelotti werd in 2013 samen met Christophe Galtier verkozen tot beste trainer in de Ligue 1.

### Real Madrid
Op 25 juni 2013 werd Ancelotti benoemd als de opvolger van José Mourinho bij Real Madrid. De Italiaan tekende een contract voor drie seizoenen en stelde oud-speler Zinédine Zidane, met wie hij nog had samengewerkt bij Juventus, aan als zijn assistent. In de zomer van 2013 toonde de Spaanse topclub zich erg bedrijvig op de transfermarkt. Madrid liet de Argentijnse spits Gonzalo Higuaín en de Duitse middenvelder Mesut Özil vertrekken en trok zelf onder meer Isco en Asier Illarramendi aan. Daarnaast vestigde de club ook een record door de Welshman Gareth Bale voor een bedrag van 105 miljoen euro over te nemen van Tottenham Hotspur. Bale, die het liefst op de linkerflank speelt, werd door de Italiaanse trainer op de rechterflank geposteerd. Zo vormde hij samen met Karim Benzema en Cristiano Ronaldo de driemansaanval (bijgenaamd BBC) van De Koninklijke.
Ancelotti slaagde erin om zijn sterrenelftal op alle fronten te laten meestrijden om de hoofdprijs, hoewel nieuwkomer Bale op de rechterflank niet altijd zijn beste niveau haalde, doelman en clubicoon Iker Casillas uit de gratie van de supporters viel en het team in elke competitie de concurrentie van aartsrivalen Atlético Madrid en FC Barcelona te verduren kreeg. Uiteindelijk hoefde Real enkel in de Primera División zijn meerdere te erkennen. Stadsgenoot Atlético werd kampioen met drie punten voorsprong. In de bekerfinale werd Barcelona verslagen met 2-1. Bale, die door een blessure van Ronaldo nu wel op de linkerflank mocht beginnen, scoorde in de 85e minuut het winnende doelpunt. In de finale van de Champions League trof Real opnieuw Atlético. De stadsrivaal kwam 1-0 voor na een blunder van Casillas. In de slotseconden van de wedstrijd sleepte Sergio Ramos alsnog een verlenging uit het vuur. In de verlenging toonde het elftal van Ancelotti zich het sterkst. Het werd uiteindelijk 4-1 na doelpunten van Bale, Marcelo en Cristiano Ronaldo.
In de zomer van 2014 mocht de 55-jarige Ancelotti ook Toni Kroos en James Rodríguez aan zijn team toevoegen, maar moest het wel afscheid nemen van de Argentijnse aanvaller Ángel Di María, die naar Manchester United vertrok voor een bedrag van 75 miljoen euro. Daarbij volgde oud-speler Fernando Hierro Zidane op als assistent-trainer. Real won in augustus 2014 de UEFA Super Cup door met 2-0 te winnen van Sevilla, maar stootte in de Supercopa opnieuw op het Atlético van trainer Diego Simeone. Atlético sleepte in de heenwedstrijd een gelijkspel uit de brand en won de return met het kleinste verschil. In de kwartfinale van de Champions League wist Real zich wel voorbij Atlético te knokken. De stadsrivaal werd over twee wedstrijden uitgeschakeld. In de halve finale werd het team van Ancelotti, die niet kon rekenen op de geblesseerde Luka Modrić, door zijn vroegere werkgever Juventus uit het toernooi gewerkt.
Op maandag 25 mei 2015 maakte Real Madrid bekend dat de club Ancelotti had ontslagen na een seizoen zonder prijzen. Real kwam in het seizoen 2014/15 twee punten tekort voor de titel, die naar aartsrivaal FC Barcelona ging.

### Bayern München
Ancelotti werd met ingang van het seizoen 2016/17 trainer van Bayern München. In die hoedanigheid volgde hij Josep Guardiola op, die vertrok naar Manchester City. Ancelotti werd in zijn eerste seizoen bij de Duitse club landskampioen met zijn ploeg. Daarmee werd hij de eerste coach in de geschiedenis die in vier van de vijf grootste competities van Europa een landstitel won. In de Champions League 2016-2017 won Bayern in de achtste finales tweemaal met 5-1 van Arsenal. In de kwartfinale ging de ploeg echter, nadat ze een achterstand uit de eerste wedstrijd had goed gemaakt, in de verlenging van de tweede wedstrijd roemloos ten onder tegen de latere winnaar Real Madrid.
Bayern München gaf Ancelotti op donderdag 28 september 2017, slechts enkele weken in zijn tweede seizoen bij de club, zijn ontslag. Dit gebeurde een dag nadat zijn ploeg met 3–0 verloor uit bij Paris Saint-Germain tijdens een wedstrijd in de groepsfase van de UEFA Champions League. Het ontslag was volgens voorzitter Uli Hoeness onvermijdelijk, nadat vijf bepalende spelers zich tegen de trainer hadden gekeerd. Zijn taken werden overgenomen door zijn assistent Willy Sagnol. Na zijn ontslag bij Bayern München kreeg Ancelotti aanbiedingen om bondscoach te worden van Italië en Saoedi-Arabië. Hij gaf er echter voorkeur aan als clubtrainer actief te blijven.

### Napoli
Napoli was het seizoen 2017/18 geëindigd als tweede, met vier punten achterstand op kampioen Juventus, waardoor de ploeg zich direct plaatste voor de hoofdfase van de UEFA Champions League 2018/19. Daarna ontdeed de clubleiding zich van trainer Maurizio Sarri. Hij werd vervangen door Ancelotti, die voor drie jaar tekende in Napels. Door de wisselvallige prestaties van de ploeg kon Ancelotti de drie contractjaren niet uitdienen en werd hij ontslagen door Napoli.

### Everton
Enkele maanden later presenteerde Marcel Brands Ancelotti als de nieuwe manager van het Engelse Everton. Bij de ambitieuze club uit Liverpool moest Ancelotti vooral de spelers beter laten presteren. Er was reeds flink geïnvesteerd in de selectie, maar de resultaten bleven uit. Op voorspraak van Ancelotti kwam onder andere James Rodríguez naar de club. Met hem in de gelederen wist Everton zich bovenin te manifesteren, maar uiteindelijk zakte ze toch enkele plaatsen op de ranglijst. Waardoor het eerste volledige seizoen onder Ancelotti op een tiende plaats werd afgesloten, nadat het seizoen ervoor de twaalfde plaats werd bereikt.

### Terugkeer bij Real Madrid
In juni 2021 werd bekend dat Ancelotti terug zou keren bij Real Madrid als opvolger van Zinédine Zidane. De Koninklijke bereikte overeenstemming met Everton over het afkopen van zijn contract, waardoor de Italiaan een driejarig contract kon tekenen in de Spaanse hoofdstad. In het seizoen 2021/22 werd hij kampioen met de Madrilenen. Dankzij deze titel werd Ancelotti de eerste trainer die kampioen is geworden in alle vijf de grote Europese voetbalcompetities; Italië, Engeland, Frankrijk, Duitsland en Spanje. Daarnaast won hij wederom de UEFA Champions League nadat zijn ploeg verschillende malen vanuit een verloren positie terug wist te komen, mede door de sterke prestaties van Thibaut Courtois en Karim Benzema.
In aanloop naar het tweede seizoen werd op 10 augustus 2022 de UEFA Super Cup gewonnen door een 2-0 overwinning te boeken op UEFA Europa League-winnaar Eintracht Frankfurt. Het seizoen dat volgde eindigde op een teleurstellende tweede plaats achter het FC Barcelona van Xavi. Wel werd de Copa del Rey nog gewonnen dat seizoen en wist Ancelotti op 11 februari 2023 voor de derde keer als trainer de FIFA Club World Cup te winnen door in de finale het Saoedische Al-Hilal met 5-3 te verslaan. Met drie gewonnen clubwereldtitels evenaarde Ancelotti het recordaantal destijds van Pep Guardiola, die daar een jaar later weer een vierde aan toevoegde met Manchester City.
Het derde seizoen van Ancelotti's tweede termijn begon succesvol. Ondanks het vertrek van sterspeler Benzema wist de ploeg van Ancelotti, met nieuwe dragende krachten als Vinícius, Rodrygo, Federico Valverde en Jude Bellingham, zich moeiteloos te plaatsen voor de knock-outfase van de Champions League en ging het als koploper de winterstop in voor de verrassende nummer twee Girona. Op 29 december 2023 werd bekend dat Ancelotti zijn contract bij de club tot medio 2026 had verlengd. De verlenging kwam enigszins als verrassing, omdat Ancelotti lang werd genoemd als nieuwe bondscoach van Brazilië waarbij sommigen zelfs al uitgingen van een akkoord tussen beide partijen. In het vervolg van het seizoen wist Real Madrid onder leiding van Ancelotti opnieuw beslag te leggen op de Liga en de Champions League. Het daaropvolgende seizoen, met de intrede van Kylian Mbappé in het elftal, verliep moeizamer. Het elftal wist geen vaste manier van spelen in te slijpen en de resultaten bleven daardoor achter, waardoor de achtervolging op Barcelona en Atlético Madrid moest worden ingezet. In de Champions League kon Real Madrid ook geen potten breken, maar wist nog wel door te stomen tot de kwartfinale, waarin het werd uitgeschakeld door Arsenal. De positie van Ancelotti kwam door het moeizame seizoen onder druk te staan.
Het Real Madrid van Ancelotti trof rivaal FC Barcelona in meerdere competities. In de finale van de Supercopa de España op 12 januari 2025 won Barça overtuigend met 5–2. Op 26 april 2025 stonden beide ploegen opnieuw tegenover elkaar in de finale van de Copa del Rey, waarin Barcelona na verlengingen met 3–2 zegevierde dankzij een laat doelpunt van Jules Koundé. In La Liga eindigde de Clásico van 11 mei 2025 in een 4–3 nederlaag voor Real Madrid, ondanks een hattrick van Kylian Mbappé, waardoor hun titelkansen definitief vervlogen. Ook de eerste Clásico van het seizoen, eerder dat jaar, werd een prooi voor Barça: 0–4.
Uiteindelijk sloot Real Madrid het seizoen 2024/25 af zonder een enkele prijs, waardoor Ancelotti in zijn laatste jaar bij de Koninklijke met lege handen achterbleef. Al weken deden geruchten de ronde over een overstap van Ancelotti naar het Braziliaanse nationale elftal, terwijl Xabi Alonso als zijn mogelijke opvolger werd genoemd. In de media verschenen talloze berichten en speculaties over de trainerswissel bij Real Madrid.

### Braziliaans voetbalelftal
Na weken van geruchten maakt de Braziliaanse voetbalbond op 12 mei 2025 de aanstelling van Carlo Ancelotti als bondscoach bekend. Op 25 mei volgt zijn laatste wedstrijd als trainer van Real Madrid, en op 26 mei wordt hij officieel gepresenteerd als bondscoach van Brazilië. Het gaat om zijn eerste functie als bondscoach, en voor Brazilië betekent het de aanstelling van de eerste niet-Braziliaanse bondscoach ooit.
In zijn eerste interland werd er wel nog niet gewonnen, het werd een 0-0 gelijkspel tegen Ecuador.

## Erelijst
Als speler
 AS Roma
- Serie A: 1982/83
- Coppa Italia: 1979/80, 1980/81, 1983/84, 1985/86

 AC Milan
- Europacup I: 1988/89, 1989/90
- Europese Supercup: 1990
- Intercontinental Cup: 1989
- Serie A: 1987/88, 1991/92
- Supercoppa Italiana: 1988

Als trainer
 Juventus
- UEFA Intertoto Cup: 1999

 AC Milan
- UEFA Champions League: 2002/03, 2006/07
- UEFA Super Cup: 2003, 2007
- FIFA Club World Cup: 2007
- Serie A: 2003/04
- Coppa Italia: 2002/03
- Supercoppa Italiana: 2004

 Chelsea
- Premier League: 2009/10
- FA Cup: 2009/10
- FA Community Shield: 2009

 Paris Saint-Germain
- Ligue 1: 2012/13

 Real Madrid
- UEFA Champions League: 2013/14, 2021/22, 2023/24
- UEFA Super Cup: 2014, 2022, 2024
- FIFA Club World Cup: 2014, 2022
- FIFA Intercontinental Cup: 2024
- Primera División: 2021/22, 2023/24
- Copa del Rey: 2013/14, 2022/23
- Supercopa de España: 2021/22, 2023/24

 Bayern München
- Bundesliga: 2016/17
- DFL-Supercup: 2016, 2017

Individueel
- Trainer van het jaar in de Serie A (2): 2001, 2004
- Albo Panchina d'Oro (2): 2003, 2004
- UEFA Trainer van het jaar (2): 2003, 2022
- IFFHS Trainer van het jaar (1): 2007
- World Soccer Trainer van het jaar (1): 2003
- Premier League Manager of the Month (4): november 2009, augustus 2010, maart 2011, april 2011
- Trainer van het jaar in de Ligue 1 (1): 2013
- France Football 8e beste trainer aller tijden: 2019

## Publicatie
- Quiet Leadership. Winning Hearts, Minds and Matches, 2016 (met Chris Brady en Mike Forde)